# 维尔德施特鲁伯尔山
46°24′01″N 7°31′43″E / 46.40028°N 7.52861°E

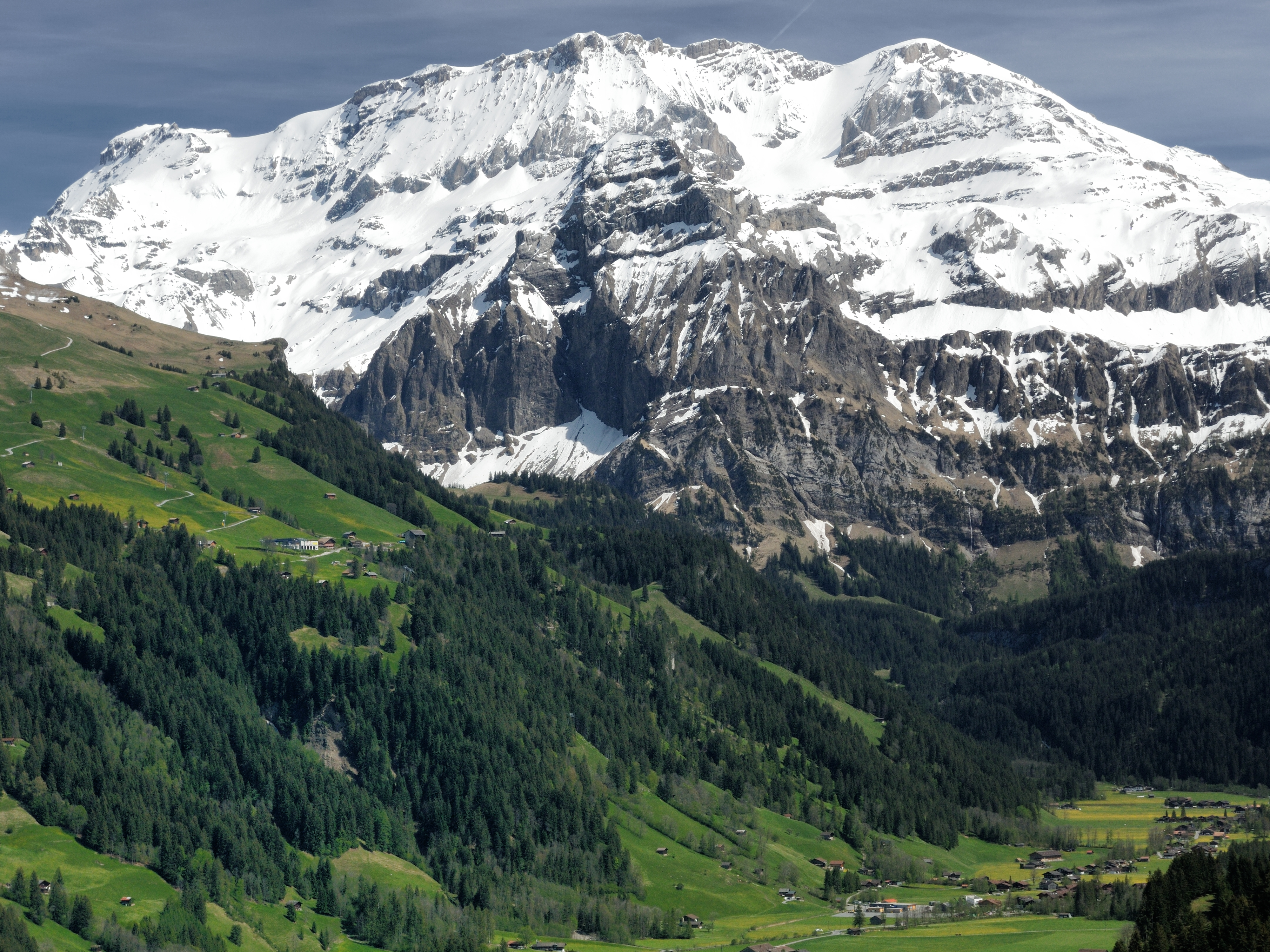

维尔德施特鲁伯尔山（德語：Wildstrubel）是瑞士伯恩州和瓦萊州的山峰，位於該國南部，屬於伯尔尼山的一部分，海拔高度3,244米，人類在1856年首次登頂。

## 外部連結
- The Wildstrubel on SummitPost （页面存档备份，存于）
- The Wildstrubel on Hikr （页面存档备份，存于）